# چانگان رویکسینگ اس۵۰
چانگان رویکسینگ اس۵۰ و رویکسینگ اس۵۰۰وی خودروهای مینی‌ون ۷ نفره هستند که توسط چانگان موتورز تولید می‌شود.

## بررسی اجمالی

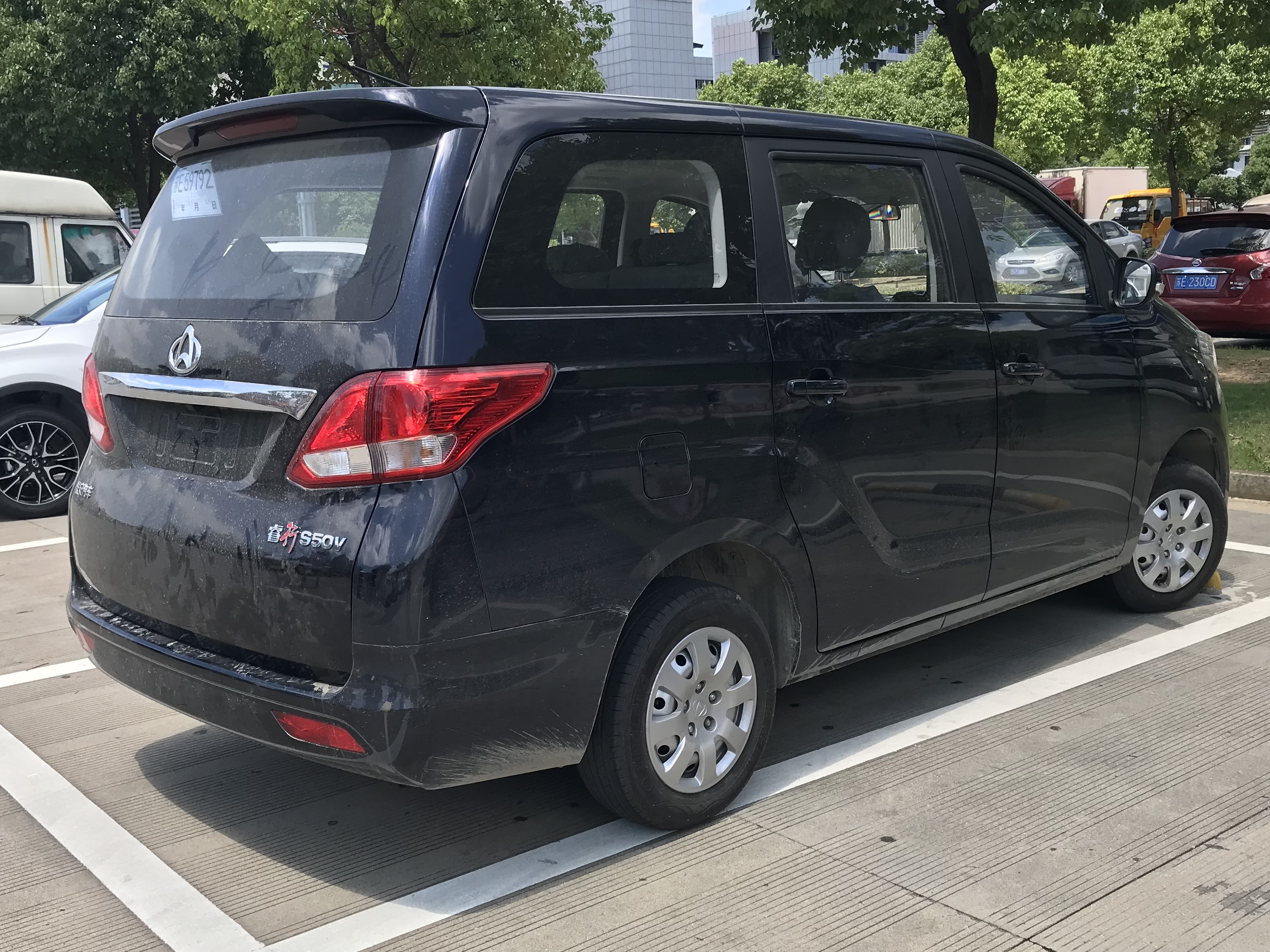
رویکسینگ اس۵۰وی (عقب)

رویکسینگ اس۵۰ در سال ۲۰۱۶ معرفی شد و در بازار خودرو چین با قیمت‌هایی از ۴۸٫۹۰۰ یوان تا ۷۷٫۹۰۰ یوان در آن زمان عرضه عرضه شد.
رویکسینگ اس۵۰ هفت صندلی در پیکربندی ۲-۲-۳ دارد. قدرت رویکسینگ اس۵۰ از موتور ۱٫۶ لیتری چهار سیلندر خطی با قدرت ۱۱۶ اسب بخار و گشتاور ۱۵۰ نیوتن‌متر تأمین می‌شود. طراحی انتهایی جلو و عقب رویکسینگ اس۵۰ بحث‌برانگیز است زیرا ظاهر آن بسیار شبیه به نسل دوم تویوتا آلفارد است.

رویکسینگ اس۵۰ توسط چانا، بخش تجاری چانگان که بعدها به نام اوشنگ نیز شناخته شد، تولید می‌شود. از سال ۲۰۱۹، محصولات ون رویکسینگ از وب‌سایت رسمی اوشنگ حذف شده و به‌طور جداگانه از کانال دیگری فروخته می‌شود. در سطح بین‌المللی، رویکسینگ اس۵۰ به سادگی به عنوان چانگان اس۵۰ فروخته شد.